# ثورب
ثورب (ويسكونسن) (بالإنجليزية: Thorp, Wisconsin)‏ هي قرية و مدينة من الدرجة الرابعة تقع في الولايات المتحدة في مقاطعة كلارك (ويسكونسن). يقدر عدد سكانها بـ 1,621 نسمة ومساحتها 3.65 كم2 وترتفع عن سطح البحر 370 متر.

## التركيبة السكانية
قام مكتب تعداد الولايات المتحدة بتحديد بيانات التركيبة السكانية لثوربفي تعداد الولايات المتحدة. في ما يلي، التركيبة السكانية حسب تعدادي 2000 و2010.

### تعداد عام 2000
بلغ عدد سكان ثورب 1,536 نسمة بحسب تعداد عام 2000، وبلغ عدد الأسر 706 أسرة وعدد العائلات 391 عائلة مقيمة في المدينة. في حين سجلت الكثافة السكانية 1,158.9 نسمة لكل ميل مربع (447.5/كم2). وبلغ عدد الوحدات السكنية 759 وحدة بمتوسط كثافة قدره 572.7 نسمة لكل ميل مربع (221.1/كم2).
وتوزع التركيب العرقي للمدينة بنسبة 99.41% من البيض و 0.07% من الأمريكيين الأصليين و 0.13% من الأمريكيين ذوي الأصول الآسيوية و 0.07% من الأمريكيين الأفارقة و 0.26% من عرقين مختلطين أو أكثر.
بلغ عدد الأسر 706 أسرة كانت نسبة 25.6% منها لديها أطفال تحت سن الثامنة عشر تعيش معهم، وبلغت نسبة الأزواج القاطنين مع بعضهم البعض 42.5% من أصل المجموع الكلي للأسر، ونسبة 9.1% من الأسر كان لديها معيلات من الإناث دون وجود شريك، وكانت نسبة 44.5% من غير العائلات. تألفت نسبة 39.9% من أصل جميع الأسر من أفراد ونسبة 24.6% كانوا يعيش معهم شخص وحيد يبلغ من العمر 65 عاماً فما فوق. وبلغ متوسط حجم الأسرة المعيشية 2.82، أما متوسط حجم العائلات فبلغ 2.10.
بلغ العمر الوسطي للسكان 42 عاماً. وكانت نسبة 23.0% من القاطنين تحت سن الثامنة عشر، وكانت نسبة 7.4% بين الثامنة عشر والأربعة وعشرون عاماً، ونسبة 23.5% كانت واقعةً في الفئة العمرية ما بين الخامسة والعشرون حتى والأربعة وأربعون عاماً، ونسبة 18.3% كانت ما بين الخامسة والأربعون حتى الرابعة والستون، ونسبة 27.8% كانت ضمن فئة الخامسة والستون عاماً فما فوق. يوجد لكل 100 أنثى 81.8 ذكر، ويوجد لكل 100 أنثى في الثامنة عشر من عمرها فما فوق 79.1 ذكر.
بلغ متوسط دخل الأسرة في المدينة 29,102 دولار، أما متوسط دخل العائلة فبلغ 39,000 دولار. وكان متوسط دخل الذكور 30,602 دولار مقابل 20,163 دولار للإناث. وسجل دخل الفرد الخاص بالمدينة 15,828 دولار. وكانت نسبة 6.7% من العائلات ونسبة 11.0% من السكان تحت خط الفقر، وكان من هؤلاء نسبة 11.0% تحت سن الثامنة عشر ونسبة 19.2% في الخامسة والستين من العمر وما فوق.

### تعداد عام 2010
بلغ عدد سكان ثورب 1,621 نسمة بحسب تعداد عام 2010، وبلغ عدد الأسر 712 أسرة وعدد العائلات 393 عائلة مقيمة في المدينة. في حين سجلت الكثافة السكانية 1,149.6 نسمة لكل ميل مربع (443.9/كم2). وبلغ عدد الوحدات السكنية 797 وحدة بمتوسط كثافة قدره 565.2 لكل ميل مربع (218.2/كم2).
وتوزع التركيب العرقي للمدينة بنسبة 98.9% من البيض و 0.6% من الأمريكيين الأصليين و 0.5% من عرقين مختلطين أو أكثر.
بلغ عدد الأسر 712 أسرة كانت نسبة 27.7% منها لديها أطفال تحت سن الثامنة عشر تعيش معهم، وبلغت نسبة الأزواج القاطنين مع بعضهم البعض 39.7% من أصل المجموع الكلي للأسر، ونسبة 10.5% من الأسر كان لديها معيلات من الإناث دون وجود شريك، بينما كانت نسبة 4.9% من الأسر لديها معيلون من الذكور دون وجود شريكة وكانت نسبة 44.8% من غير العائلات. تألفت نسبة 39.6% من أصل جميع الأسر من أفراد ونسبة 21.2% كانوا يعيش معهم شخص وحيد يبلغ من العمر 65 عاماً فما فوق. وبلغ متوسط حجم الأسرة المعيشية 2.91، أما متوسط حجم العائلات فبلغ 2.19.
بلغ العمر الوسطي للسكان 41.5 عاماً. وكانت نسبة 24.4% من القاطنين تحت سن الثامنة عشر، وكانت نسبة 6.2% بين الثامنة عشر والأربعة وعشرون عاماً، ونسبة 22.3% كانت واقعةً في الفئة العمرية ما بين الخامسة والعشرون حتى والأربعة وأربعون عاماً، ونسبة 23.9% كانت ما بين الخامسة والأربعون حتى الرابعة والستون، ونسبة 23.2% كانت ضمن فئة الخامسة والستون عاماً فما فوق. وتوزع التركيب الجنسي للسكان بنسبة 46.9% ذكور و53.1% إناث.